# Balu und Du
Balu und Du ist ein bundesweites Mentoringprogramm, das Grundschulkinder im außerschulischen Bereich fördert. Träger des Programms ist der Balu und Du e. V. mit Geschäftsstelle in Köln und Sitz der Programmentwicklung an der Universität Osnabrück. Der Verein wurde 2005 gegründet und hat sich seitdem zu einem stetig wachsenden Netzwerk mit derzeit mehr als 130 selbstständigen lokalen Standorten entwickelt. Kooperationspartner von Balu und Du sind Bildungsinstitutionen, kommunale Träger, Wohlfahrtsverbände sowie Freiwilligenagenturen. Der Verein ist mit der Phineo-Qualitätsempfehlung ausgezeichnet und wird von der „Grünen Liste Prävention“ als Präventionsprogramm empfohlen. Der Balu und Du e. V. ist Mitglied im Bundesverband Innovative Bildungsprogramme.

## Ziel und Konzept
Der spätere Bildungserfolg von Kindern ist schon in der Grundschulphase stark von der sozialen Herkunft und dem Bildungsstatus der Eltern abhängig. Das Mentoringprogramm Balu und Du will diese Chancenungerechtigkeit abfedern, indem es die Bedeutung von informellen Lernprozessen und die Wirksamkeit ehrenamtlichen Engagements nutzt. Im Kern des Konzepts steht eine 1:1 Begleitung, bei der eine junge Person ein Jahr lang ein Kind im Grundschulalter einmal wöchentlich für einige Stunden begleitet. Als Gespann unternehmen sie gemeinsam Freizeitaktivitäten. Im Rahmen dieser individuellen Patenschaft werden zahlreiche informelle Lernprozesse angestoßen, bei denen das Kind neues Wissen und Fähigkeiten erwirbt, die für seine Entwicklung bedeutend sind. Gleichzeitig erfährt das Kind über seinen Mentor individuelle Zugewandtheit. Seine Resilienz wird gefördert. Durch die Stärkung der Persönlichkeit und die Förderung sozialer Kompetenzen des Kindes soll der Neigung zu Gewalttätigkeit im Jugendalter vorgebeugt werden. Das Mentoringprogramm Balu und Du versteht sich vor diesem Hintergrund auch als Präventionsprogramm.
In Anlehnung an Rudyard Kiplings Dschungelbuch werden Mentoren als Balus und Mentees als Moglis bezeichnet.
Bei der Auswahl der Mentoren und Mentees werden verschiedene Kriterien angelegt: Mentoren sind im Alter zwischen 17 und 30 Jahren und meistens Schüler oder Studierende. Sie engagieren sich entweder im Rahmen ihrer schulischen, berufsbildenden bzw. Hochschulausbildung oder rein ehrenamtlich an einem Standort aus dem Wohlfahrtsbereich. Als curriculares Angebot ist Balu und Du entweder als Service-Learning, Projektkurs, Seminarfach, Differenzierungskurs oder optionales Lernfeld verankert. Die Auswahl der Mentoren erfolgt durch Koordinatoren am jeweiligen Standort. Die Altershöchstgrenze von 30 Jahren soll dazu dienen, wie die Frankfurter Koordinatorin Chiara Schomburg erklärt, dass „Vertrauen wachsen kann und eine besondere Beziehung entsteht“ und dass die Balu „alles mitmacht“, sie also „mit aufs Klettergerüst muss und mit ins Schwimmbad und mit in den Kletterwald und nicht am Rand steht und zuguckt, sondern mittendrin im Geschehen ist“. Voraussetzung für die Teilnahme am Programm ist außerdem ein eintragsfreies erweitertes polizeiliches Führungszeugnis. Durch das Engagement beim Mentoringprogramm Balu und Du erwerben die Mentoren Schlüsselkompetenzen. Im Rahmen curricular verankerter Angebote verfassen die Mentoren in der Regel jeweils eine schriftliche Abschlussarbeit. In diesem Zusammenhang sind bereits zahlreiche empirische Forschungsarbeiten zu „Balu und Du“ durch Mentoren entstanden.
Mentees sind im Alter zwischen sechs und zehn Jahren und besuchen eine Grundschule. Sie werden entweder von einer Lehrkraft ihrer Grundschule oder einem sozialpädagogischen Mitarbeiter der Kinder- und Jugendhilfe für die Teilnahme am Programm vorgeschlagen. Die Anmeldegründe sind breit gefächert. Gemeinsam ist den Mentees meist, dass sie in einer herausfordernden Situation aufwachsen und ihnen Unterstützung beim informellen Lernen fehlt. Voraussetzung für die Teilnahme am Programm ist außerdem das Einverständnis der Erziehungsberechtigten.
Auf der Grundlage diverser Anmeldeinformationen werden jeweils ein Mentor und ein Mentee zu einem Gespann gematcht. Für die Projektlaufzeit von einem Jahr trifft sich ein Gespann wöchentlich und erhält für gemeinsame Freizeitaktivitäten ein kleines Taschengeld. Die Gestaltung der wöchentlichen Treffen wird von dem Gespann selbst ohne Vorgaben des Programms übernommen. Das Gespann lernt mit- und voneinander und erhält jeweils Einblicke in die Lebenswelt eines anderen. Viele Standorte bieten ihren Gespannen Gruppenaktionen an, in deren Rahmen besondere Freizeitaktivitäten unternommen werden, etwa gemeinsames Bouldern, ein Besuch im Zoo oder eine Führung im örtlichen Theater. Viele Gespanne bleiben auch nach der Projektlaufzeit privat miteinander in Kontakt.
Im Sinne der Qualitätssicherung werden die Mentoren von Koordinatoren, erfahrenen pädagogischen Fachkräften, im Rahmen eines Blended-Learning-Formats dicht begleitet: In einem für das Mentoringprogramm entwickelten Online-Tagebuch dokumentieren und reflektieren die Mentoren die Treffen mit ihrem Mentee. Diese Einträge werden von den jeweiligen Koordinatoren beratend kommentiert. In den regelmäßig stattfindenden Begleitseminaren, in denen die Tagebucheinträge bedarfsorientiert aufgegriffen werden, treffen die Mentoren und Koordinatoren sich zu weiterer Supervision und Peer-Supervision. Pädagogische Inputs, die von der Programmentwicklung des Vereins in Form von Memos erarbeitet werden, unterstützen die Koordinatoren bei der Gestaltung der Begleitseminare.
Als sichtbare Wertschätzung ihres Engagements erhalten die Mentoren eine Ehrenamtsurkunde und die Mentees eine Mogli-Urkunde am Ende ihres Projektjahres.
Das Mentoringprogramm ist für die teilnehmenden Mentoren und Mentees kostenfrei. Während ihrer Treffen sind die Mentoren und die Mentees über Balu und Du haftpflicht- und unfallversichert.

## Entstehungsgeschichte und Standorte
Das Mentoringprogramm Balu und Du wurde im Jahr 2001 als Modellprojekt mit Unterstützung des Diözesan-Caritasverbandes für das Erzbistum Köln und der Universität Osnabrück initiiert. Seitdem hat es sich zu einem stetig wachsenden Netzwerk mit derzeit über 130 Standorten in Deutschland und Österreich und einer Geschäftsstelle des Vereins in Köln entwickelt. Gründerin und Gründer waren Hildegard Müller-Kohlenberg und Thomas Möltgen. Aktuell arbeitet der Verein an einer breit angelegten Standorterweiterung in mehreren Bundesländern. Im Jahr 2019 wird der Verein hierbei durch die Benckiser Stiftung Zukunft, das Bundesprogramm „Menschen stärken Menschen“ des Bundesministeriums für Familie, Senioren, Frauen und Jugend, durch den Landespräventionsrat Niedersachsen unterstützt.
Balu und Du schließt mit jedem Standort einen Kooperationsvertrag, in dem die Qualitätsstandards des Mentoringprogramms festgehalten werden. Der jeweilige Standort bleibt dabei in seiner Organisationsstruktur eigenständig. Basierend auf den Qualitätskriterien kooperiert Balu und Du mit Bildungsinstitutionen, kommunalen Trägern sowie Trägern im Wohlfahrtsbereich: Gymnasien, Gesamtschulen, berufsbildenden Schulen, Hochschulen und Universitäten, kommunalen Jugendhilfen, Wohlfahrtsverbänden und freien Trägern. Teilweise entstehen Kooperationen zwischen Kommunen und Schulen zur gemeinsamen Umsetzung des Mentoringprogramms. An Bildungseinrichtungen ist das Mentoringprogramm gemäß der Qualitätsstandards des Vereins und lokaler Besonderheiten zumeist curricular verankert, etwa als Projektkurs bzw. Seminarfach, als Praxismodul oder Service-Learning.
Der Verein koordiniert, leitet und berät alle lokalen Standorte in einem bundesweiten Netzwerk. Er unterstützt die Standorte bei organisatorischen Fragen und der PR-Arbeit. Im Rahmen der Programmentwicklung werden pädagogische Materialien konzipiert, die von den Koordinatoren am jeweiligen Standort für ihre Arbeit mit den Mentoren eingesetzt werden. Diese und weitere Materialien stellt der Verein in seinem Intranet den Standorten zur Verfügung. Darüber hinaus bietet er ein für das Mentoringprogramm konzipiertes Online-Tagebuchtool und entsprechende Tutorials. Im Sinne der Qualitätssicherung berät der Verein seine Standorte und achtet auf die Einhaltung der Qualitätskriterien. Der Verein fördert den Erfahrungsaustausch unter den Standorten im Rahmen regionaler Fachgruppen und einer jährlich stattfindenden Bundeskonferenz.
Einmal im Jahr veröffentlicht der Verein einen Wirkungsbericht, in dem er die Weiterentwicklung, Methodik und Lösungsorientierung seines Mentoringprogramms jeweils mit Bezug zu einem Themenschwerpunkt darstellt. Neue Ergebnisse wissenschaftlicher Evaluationen werden hier verständlich aufbereitet. Standorte berichten von ihren Erfahrungen und Gespanne geben persönliche Einblicke in ihr Projektjahr. Außerdem informiert der Verein über seine Organisationsstruktur sowie seine Partner und Förderer. Die Wirkungsberichte sind online abrufbar.
Balu und Du finanziert sich durch Spenden und Fördergelder. Seine Förderer veröffentlicht der Verein in jedem Wirkungsbericht. Als Unterzeichner der Selbstverpflichtungserklärung der Initiative Transparente Zivilgesellschaft verpflichtet sich Balu und Du zu Transparenz.

## Wirkung
Die Teilnahme am Mentoringprogramm Balu und Du hat nachweislich positive Wirkungen sowohl auf die Mentees als auch auf die Mentoren. Bereits seit der Gründung wurde das Programm hinsichtlich seiner Wirkung evaluiert, wobei die ersten Arbeiten der Generierung von Hypothesen dienten. Inzwischen liegen zahlreiche Publikationen im Rahmen der Begleitforschung vor.
Die Mentees profitieren in einem weit gefächerten Spektrum. Die folgenden kurzfristigen Wirkungen sind wissenschaftlich nachgewiesen: Mentees zeigen im Vergleich zu einer Kontrollgruppe eine deutlich fröhlichere Grundstimmung, die zunehmende Fähigkeit zur Selbstorganisation, erhöhte Motivation und Beteiligung in der Schule, eine realistischere Selbsteinschätzung, zunehmende Konzentrationsfähigkeit, erhöhte gesundheitsbezogene Lebensqualität, ein gesunkenes Stresslevel sowie erhöhte persönliche Hygiene.
Mittelfristig sind folgende Wirkungen auf die Mentees zu verzeichnen: Eltern beschreiben ihre Kinder während des Jahres nach der Programmteilnahme als autonomer, sicherer, aufgeschlossener, entspannter und glücklicher. Die Verbesserung der Konzentrationsfähigkeit konnte bis ein Jahr nach der Programmteilnahme mit signifikantem Niveau gezeigt werden. Weitere mittelfristige Wirkungen konnten durch die Studie unter Leitung des Wirtschaftswissenschaftlers Armin Falk nachgewiesen werden. Seit 2011 widmet sich diese Längsschnittuntersuchung der Frage nach der Entwicklung kognitiver und non-kognitiver Fähigkeiten der Mentees, insbesondere im Hinblick auf Prosozialität. Bei Mentees mit einem niedrigen sozioökonomischen Status konnte eine Erhöhung der Prosozialität bis zwei Jahre nach der Programmteilnahme gezeigt werden, damit wiesen diese eine vergleichbare Prosozialität auf wie Kinder mit hohem sozioökonomischen Status. Außerdem hatten Kinder mit niedrigem sozioökonomischen Status nach der Teilnahme am Mentoringprogramm eine um elf Prozentpunkte gestiegene Wahrscheinlichkeit, in der fünften Klasse ein Gymnasium zu besuchen. Sample und Kontrollgruppe(n) wurden 2013 in das Sozioökonomische Panel aufgenommen.
Auch die Mentoren profitieren von der Teilnahme am Programm. Im Hinblick auf Schlüsselqualifikationen verbessern sie ihre Selbstdisziplin, Arbeitshaltung sowie Kommunikation in schwierigen Situationen. Ihr Selbstbewusstsein erhöht sich. Für die Erfahrungswelt von Kindern sowie für andere Menschen und Kulturen entwickeln sie ein besseres Verständnis.
Für das Mentoringprogramm Balu und Du wurde außerdem eine SROI-Analyse (Social Return on Investment) durchgeführt, mit welcher der gesellschaftliche Mehrwert in Form eines längerfristigen monetären Gewinns für die Gesellschaft (Sozialrendite) nachgewiesen wurde. Je investiertem Euro lässt sich eine Sozialrendite von 4,25 bis 8,08 Euro prognostizieren.

## Preise und Auszeichnungen
- 2005: Deutscher Förderpreis Kriminalprävention der Stiftung Kriminalprävention
- 2006: LeapFrog Learning Award 20052006: „Blue Sky Involve“ von Johnson Controls
- 2006: „Blue Sky Involve“ von Johnson Controls
- 2006: „entimon“-Programm: Beispielhaftes Projekt
- 2006: „Engagement des Monats“ – Ministerium für Generationen, Familie, Frauen und Integration des Landes NRW
- 2007: Integrationswettbewerb; Landessieger NRW – Stiftung “Bürger für Bürger” – Impulse für die Bürgergesellschaft
- 2008: Preisträger im bundesweiten Wettbewerb „Aktiv für Demokratie und Toleranz“
- 2008: Kiwanis-Förderpreis im Land Bremen an Balu und Du
- 2008: Fairness Award 2008 – Bundesministerium für Unterricht, Kunst und Kultur (Österreich)
- 2009: Kinderrechte-Preis der Caritas im Erzbistum Köln – Anerkennungsurkunde
- 2010: TOP-Projekt Integration – Die Plattform für Soziale Investoren PHINEO empfiehlt Balu und Du
- 2010: Aktion Zusammenwachsen "Bildungspatenschaften direkt" – verliehen an Aaliyah, Balu und Du Kiel
- 2010: Hauptpreis des Fördervereins der Wirtschaftsjunioren Osnabrück "OsnaBRÜCKE", verliehen am 11. November 2010
- 2011: Ausgezeichnet für zukunftsweisendes Engagement im Rahmen von "Robert Bosch Verantwortung Unternehmen"
- 2012: Deichmann-Förderpreis in der Kategorie "Berufliche Förderung durch Vereine und öffentliche Initiativen"
- 2016: Gesundheitspreis der AOK Nordost für Balu und Du in Rostock
- 2020: Engagement des Monats Oktober 2020 – "Engagiert in NRW"
- 2020: Engagementpreis NRW 2020 – Publikumspreis, verliehen am 7. Dezember 2020